# Gare de Saint-Seurin-sur-l'Isle
La gare de Saint-Seurin-sur-l'Isle est une gare ferroviaire française de la ligne de Coutras à Tulle, située sur le territoire de la commune de Saint-Seurin-sur-l'Isle, dans le département de la Gironde en région Nouvelle-Aquitaine.
C'est une gare de la Société nationale des chemins de fer français (SNCF), desservie par des trains TER Nouvelle-Aquitaine.

## Situation ferroviaire
Établie à 22 m d'altitude, la gare de Saint-Seurin-sur-l'Isle est située au point kilométrique (PK) 11,190 de la ligne de Coutras à Tulle, entre les gares ouvertes de Saint-Médard-de-Guizières et de Montpon-Ménestérol.

## Histoire

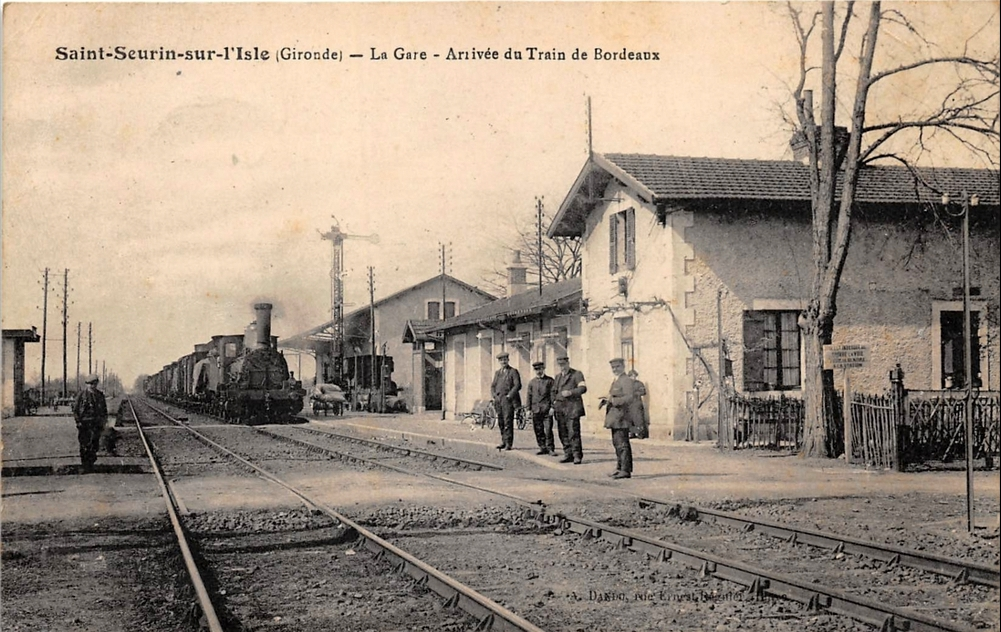
La gare au début du XXième siècle

## Fréquentation
De 2015 à 2023, selon les estimations de la SNCF, la fréquentation annuelle de la gare s'élève aux nombres indiqués dans le tableau ci-dessous.
| Année           | 2015    | 2016    | 2017    | 2018    | 2019    | 2020   | 2021    | 2022    | 2023    |
| --------------- | ------- | ------- | ------- | ------- | ------- | ------ | ------- | ------- | ------- |
| Voyageurs seuls | 113 359 | 117 801 | 122 325 | 109 771 | 117 350 | 86 773 | 108 890 | 133 870 | 138 864 |

## Service des voyageurs

### Accueil
Gare SNCF, elle dispose d'un bâtiment voyageurs, avec guichet, ouvert du lundi au vendredi et fermé les samedis, dimanches et jours fériés. Elle est équipée d'automates pour l'achat de titres de transport.

### Desserte
Saint-Seurin-sur-l'Isle est desservie par des trains TER Nouvelle-Aquitaine qui effectuent des missions entre les gares de Bordeaux-Saint-Jean et Périgueux.

### Intermodalité
Un parking pour les véhicules y est aménagé.